# John Gollings
John Gollings (Melbourne, 1944) is een Australische fotograaf, gespecialiseerd in architectuurfotografie. Hij is vooral bekend vanwege zijn nachtfotografische projecten, met gebruik van gedeeltelijk kunstlicht, en een lange belichtingstijd.
Gollings heeft een master in architectuur, behaald aan de RMIT Universiteit. Hij werkt voornamelijk in Zuidoost-Azië en Oceanië, aan langdurige projecten in met name India, Cambodja, China, Libië en Nieuw-Guinea. Samen met Ivan Rijavek was Gollings creatief directeur van het Australische paviljoen tijdens de Biennale van 2010.